# 佐々木大輔 (実業家)
佐々木 大輔（ささき だいすけ、1980年 - ）は、日本の実業家。freee株式会社創業者、代表取締役最高経営責任者。

## 経歴
東京台東区出身。家業は祖父の代から美容院を営む。開成中学校・高等学校を経て2004年一橋大学商学部卒業。高校と大学の同期にレアジョブ創業者の加藤智久がいる。大学在学中は2年次まで体育会ラクロス部に所属して3年次から大上慎吾ゼミでデータサイエンスを専攻した。大学の留学制度を利用してストックホルム商科大学へ留学し、インターンシップとしてインタースコープでデータ分析やシステム開発を行った。
大学卒業後は美容師になるために美容学校へ進学を考えたが、博報堂でストラテジックプランナー、プライベート・エクイティ・ファンドのCLSAキャピタルパートナーズで投資アナリスト、ALBERTで執行役員最高財務責任者兼商品企画統括、それぞれを担当した。2008年に転職し、Googleでプロダクトマーケティング・マネージャー、アジア太平洋地区中小企業アクイジション・マーケティング・ヘッドをそれぞれ務めた。
2012年にGoogleを退社し、freee株式会社を設立して代表取締役CEOとなる。2015年、2016年、2017年にそれぞれフォーブス日本が起業家ランキングトップ10に選出した。2020年に国立大学法人一橋大学経営協議会委員、新経済連盟幹事などを務める。

## 著書
- 『「3か月」の使い方で人生は変わる』日本実業出版社 2018年